# Epilohmannia shtanchaevae
Epilohmannia shtanchaevae is een mijtensoort uit de familie van de Epilohmanniidae. De wetenschappelijke naam van de soort werd voor het eerst geldig gepubliceerd in 2000 door Bayartogtokh.